# Indigofera orthocarpa
Indigofera orthocarpa är en ärtväxtart som beskrevs av Karel Presl. Indigofera orthocarpa ingår i släktet indigosläktet, och familjen ärtväxter. Inga underarter finns listade i Catalogue of Life.